# 헤르체고비나네레트바주

헤르체고비나네레트바 주의 위치

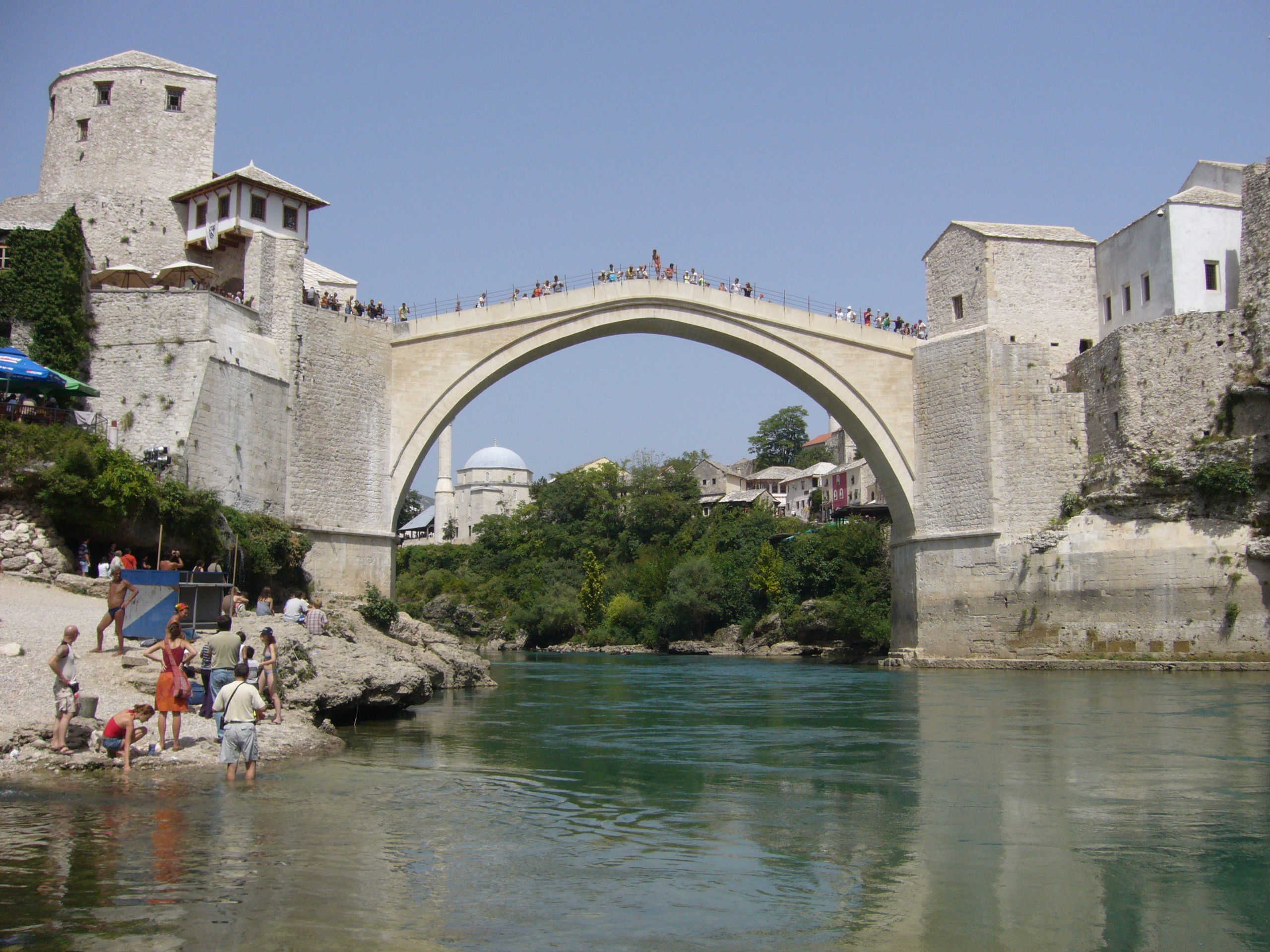
모스타르에 있는 다리

헤르체고비나네레트바주(보스니아어: Hercegovačko-neretvanski kanton, 크로아티아어: Hercegovačko-neretvanska županija, 세르비아어: Херцеговачко-неретвански кантон)는 보스니아 헤르체고비나를 구성하는 국가 및 지역인 보스니아 헤르체고비나 연방에 속해 있는 10개 주 가운데 하나로 주도는 모스타르이며 면적은 4,401.0km2, 인구는 224,902명(2011년 기준), 인구 밀도는 51명/km2이다.

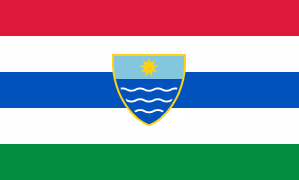
주기
주 문장

## 지방 자치체

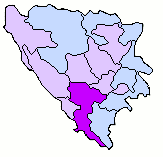
헤르체고비나네레트바 주

9개 지방 자치체를 관할한다.
- 차플리나 (Čapljina)
- 치틀루크 (Čitluk)
- 야블라니차 (Jablanica)
- 코니츠 (Konjic)
- 모스타르 (Mostar)
- 네움 (Neum)
- 라마 (Rama)
- 라브노 (Ravno)
- 스톨라츠 (Stolac)

## 지리
헤르체고비나 지방 서부에 위치하며 네레트바강 계곡과 접한다. 보스니아 헤르체고비나에서 유일하게 바다와 접해 있는 지역이다.

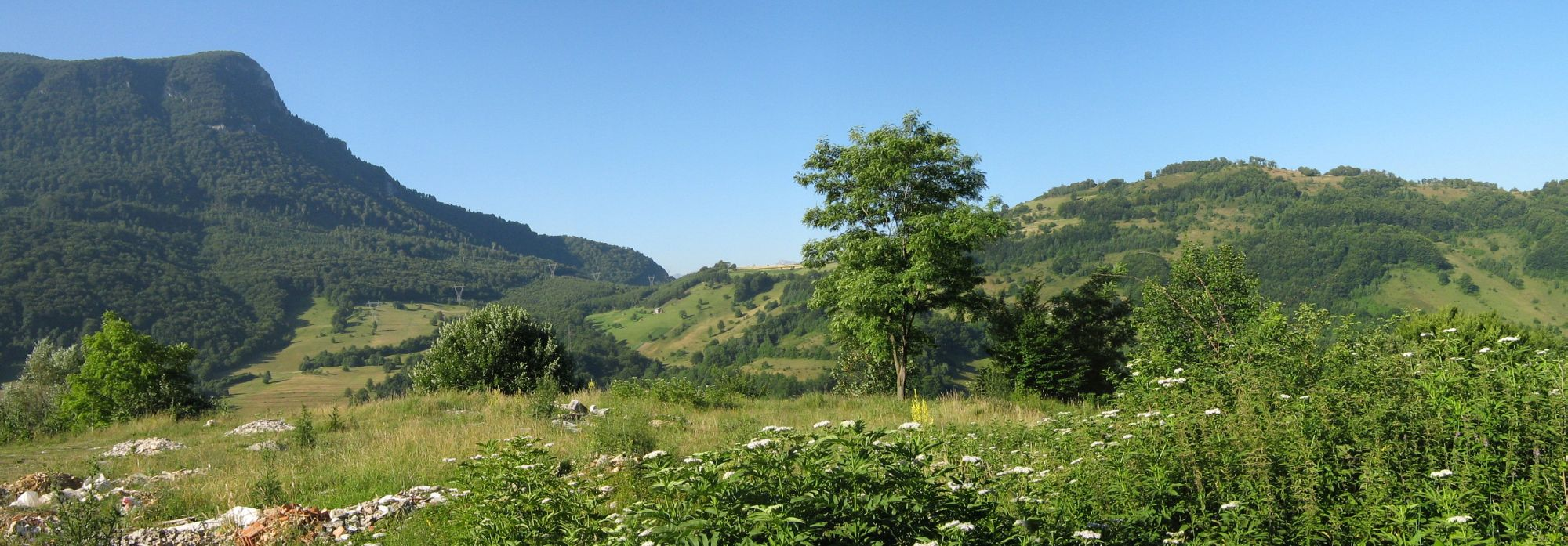
코니츠

## 인구
크로아티아인과 보스니아인이 전체 인구의 다수를 차지하며 이들은 서로 다른 지역에 거주한다. 2003년 기준으로 219,223명이 거주하며 다음과 같은 민족이 거주한다.
- 크로아티아인 110,714명 (50.5%)
- 보스니아인 102,019명 (46.5%)
- 세르비아인 5,486명 (2.5%)
- 그 외의 민족 1,004명 (0.5%)